# Hàm số đơn điệu
Tính đồng biến (tăng) và tính nghịch biến (giảm) là các tính chất của một hàm số. Những hàm số tăng hoặc giảm trong một đoạn được gọi là đơn điệu trong đoạn đó. Với trường hợp tăng nghiêm ngặt hoặc giảm nghiêm ngặt thì được gọi là đơn điệu nghiêm ngặt.
Thông thường để xác định tính chất đơn điệu của một hàm số người ta tìm đạo hàm của nó, nếu đạo hàm dương trong khoảng nào thì nó đồng biến trong khoảng đó, trong trường hợp âm thì ngược lại hàm số nghịch biến.

## Định nghĩa và tính chất
Kí hiệu K là khoảng, đoạn hoặc nửa khoảng.

### Định nghĩa
Giả sử hàm số y= f(x) xác định trên K. Ta nói :
- Hàm số y = f(x) đồng biến nghiêm ngặt (tăng ngặt) trên K nếu với mọi cặp {\displaystyle x_{1}},{\displaystyle x_{2}} thuộc K mà {\displaystyle x_{1}} nhỏ hơn {\displaystyle x_{2}} thì {\displaystyle f(x_{1})} nhỏ hơn {\displaystyle f(x_{2})}, tức là : {\displaystyle x_{1}<x_{2}\rightarrow f(x_{1})<f(x_{2})}[3][4]
- Hàm số y = f(x) nghịch biến nghiêm ngặt (giảm ngặt) trên K nếu với mọi cặp {\displaystyle x_{1}},{\displaystyle x_{2}} thuộc K mà {\displaystyle x_{1}} nhỏ hơn {\displaystyle x_{2}} thì {\displaystyle f(x_{1})} lớn hơn {\displaystyle f(x_{2})}, tức là: {\displaystyle x_{1}<x_{2}\rightarrow f(x_{1})>f(x_{2})}[3][4]

### Tính chất 1
Cho hàm số y=f(x) xác định và có đạo hàm trên K.
- Nếu {\displaystyle f'(x)>0,\forall x\in K} thì hàm số y=f(x) đồng biến trên K [5]
- Nếu {\displaystyle f'(x)<0,\forall x\in K} thì hàm số y=f(x) nghịch biến trên K [5]

### Tính chất 2
Giả sử hàm số y=f(x) có đạo hàm trên K.
Nếu {\displaystyle f'(x)\geq 0,\forall x\in K} và f'(x)=0 chỉ tại một số hữu hạn điểm thì hàm số đồng biến trên K
Nếu {\displaystyle f'(x)\leq 0,\forall x\in K} và f'(x)=0 chỉ tại một số hữu hạn điểm thì hàm số nghịch biến trên K